# PySide
PySide — привязка языка Python к инструментарию Qt, совместимая на уровне API с PyQt. В отличие от PyQt, PySide доступна для свободного использования как в открытых, так и закрытых, в частности, коммерческих проектах, поскольку лицензирована по LGPL.
Проект возник в результате нежелания создателей PyQt менять лицензионную политику для своего проекта. Свет PySide увидел в августе 2009 года, когда была выпущена первая публичная версия. Основными разработчиками PySide являются программисты Digia.
31 августа 2010 появилась версия под MS Windows, а уже через 2 недели был выложен новый релиз с исправлениями.